# 莱福斯
莱福斯（法語：Les Fosses，法語發音：[le fos]）是法国德塞夫勒省的一个市镇，属于尼奥尔区。

## 地理
莱福斯（46°10'18"N, 0°21'16"W）面积12.04 平方千米，位于法国新阿基坦大区德塞夫勒省，该省份为法国西部内陆省份，北起曼恩-卢瓦尔省，西接旺代省，南至夏朗德省和滨海夏朗德省，东临维埃纳省。
与莱福斯接壤的市镇（或旧市镇、城区）包括：布吕兰、马里尼、贝勒河畔瑟孔迪涅、维利耶昂布瓦。

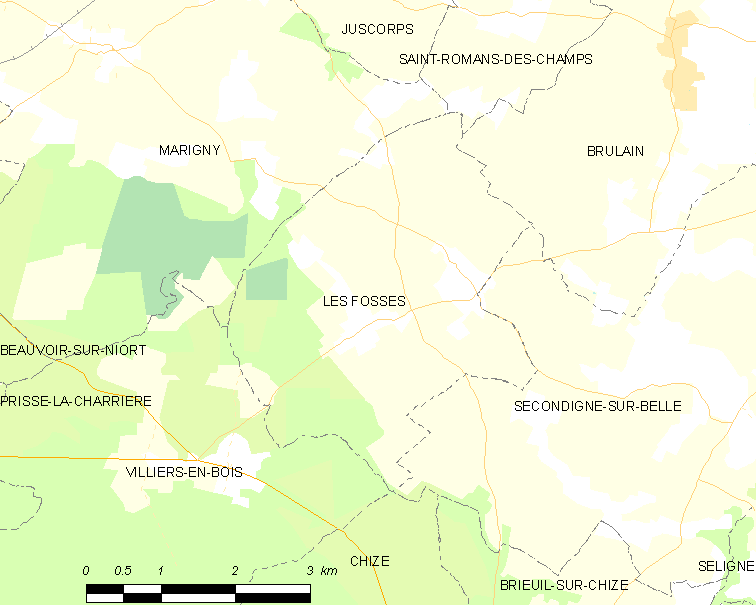
莱福斯的OSM定位图

莱福斯的时区为UTC+01:00、UTC+02:00（夏令时）。

## 行政
莱福斯的邮政编码为79360，INSEE市镇编码为79126。

## 政治
莱福斯所属的省级选区为米尼翁-布托讷县。

## 人口

1962-2008年间莱福斯人口变化图示

莱福斯于2022年1月1日时的人口数量为426人。